# Klemm Kl 35
Klemm Kl 35 (i Sverige benämnd Sk 15) är ett flygplan som bland annat användes som skolflygplan under andra världskriget.

## Bakgrund
Den första Klemm KL 35 som importerades till Sverige var en Klemm 35A, med en 80 hästkrafters motor från Hirth Motoren. Den fick registreringen SE-AEU i april 1936. 
En typkommitté under Tord Ångströms ledning föreslog att Kungliga svenska aeroklubben (KSAK) skulle utse Klemm 35 till standardflygplan. Flygplanet togs ut i konkurrens med bland annat Bücker Jungmann, Bücker Student och Focke-Wulf 44 Stieglitz. Kommittén ansåg att flygplanet skulle vara öppet för att ”eleven har till en början stor hjälp av luftdrag och ljudet från vingar och stag”. Genom KSAK fick flygklubbarna hjälp med 50-60 procent av priset på flygplanet. Innan andra världskriget bröt ut hade 23 stycken Klemm 35 för civilt bruk köpts in via generalagenten AB Flygplan i Malmö. 
Den före andra världskriget beslutade uppbyggnaden av Svenska flygvapnet krävde en utökad utbildning av förare. För att på ett snabbare sätt lösa detta beslutades att införa en ny kategori nämligen värnpliktiga flygförare. Det var företrädesvis privatflygare som mönstrades in till denna tjänst. De gick sin flygutbildning på så kallade reservflygskolor. Under 1939-1940 hyrdes 14 stycken civila Klemm 35B in till dessa reservflygskolor. Flygplanen fick militär målning och märkning och beteckningen SK 15. Flera civila Klemm 35 kom åter att inhyras åren 1942-44, bland dessa en Klemm 35D.
De goda erfarenheterna av de inhyrda flygplanen gjorde att flygvapnet valde Klemm 35D. Man kunde räkna med relativt snabb leverans och 74 flygplan beställdes i mars 1940. Redan i september samma år började flygplanen levereras.
De inhyrda Klemm 35B hade fått beteckningen SK 15. De av flygvapnet nu inköpta Klemm 35D fick beteckningarna SK 15A för de 64 som var ägnade åt grundläggande flygutbildning, SK 15B för de fem som var försedda med täckt överbyggnad (huv) och SK 15C för de fem som var förberedda för flottörställ.
SK 15 hade antingen det typiska tre- eller enbensstället. SK 15B med huv var i huvudsak stabsflygplan och hade en extratank i vänster vingrot. Huvudtanken var i alla Klemm 35 i höger vingrot med bagageutrymme i den vänstra. SK l5C med fabriksbeteckning KL 35DW hade en propeller med något större diameter än standardpropellern.
Efter tjänsten i flygvapnet ersattes SK 15 av SK 25 Bücker Bestmann. Ett stort antal hamnade på den svenska civila marknaden, men under 1950- talet kom de flesta att säljas vidare till Tyskland.
Ett exemplar (före detta SE-AIG) finns bevarat vid Flygvapenmuseum i Linköping. Just det flygplanet civilregistrerades redan den 26 augusti 1939 och inhyrdes av Flygvapnet från december 1939 fram till september 1940. Det tilldelades under denna period även FV-nummer 5075. På Svendinos Museum i Ugglarp finns SE-BGF (numrerad 155) uppställd.
2013 fanns endast två flygande exemplar kvar i Sverige. SE-BPU och SE-BPT  fick numren 174 samt 78 och ägs nu av Stefan Sandberg/Kurt Sandberg samt Håkan Wijkander. 2014 rullades även nyrenoverade SE-BGA ut och sällade sig till sällskapet. Den är färgsatt exakt som den första Klemm som anlände till Sverige 1936.

### Skrift
- Scheiderbauer, Sven (2005). Flygvapenmusei årsbok 1996. Hans Klemm och hans flygplan. sid. 90-105